# Baardige melkzwam
De baardige melkzwam (Lactarius torminosus) is een ectomycorrhizavormende paddenstoel uit de familie Russulaceae. De soort leeft op berken en in zeldzame gevallen op beuken.

## Kenmerken

### Uiterlijke kenmerken
Hoed
De kleur van de hoed varieert van een bleke zalmkleurige gele kleur tot een bleek roze-oranjeachtige kleur en gaat gepaard met donkere vlekken. De diameter ligt tussen de vier en twaalf centimeter. De hoed is gewelfd tot vlak trechtervormig van vorm. De rand van de hoed is ingerold, harig en heeft een vlezige textuur.
Lamellen
De lamellen zijn wanneer de baardige melkzwam jong is wit. Gedurende de levensloop verandert de kleur en worden de lamellen wijnrood (of wijnrood met een crèmetint) tot oranje en uiteindelijk verbleken ze. 
Steel
Een volgroeide steel is tussen de vijftien en tachtig millimeter lang en tussen de zes en twintig millimeter dik. De kleur van de steel varieert van een bleke, lichte roze tint tot een geelachtige of een roze-oranjeachtige tint tot een oranje-witte tint. De vorm is cilindrisch. De binnenkant van de steel is beige-wit. Naarmate de steel ouder wordt, wordt deze hol.

### Microscopische kenmerken
In de sporen zit een poeder en de kleur ervan varieert van crème-geel tot een bleke gele kleur. De sporen zelf zijn doorzichtig en hebben een bolle tot elliptische vorm. Ze zijn tussen de 8 en 10,2 micrometer lang en 5,8 bij 6,6 micrometer breed. De basidia zijn doorzichtig en bevatten ieder vier sporen. Ze zijn klavervormig tot cilindrisch van vorm en de afmetingen liggen tussen de 30 en 47,7 bij 7,3 en 8,2 micrometer.

## Ecologie en verspreiding
De baardige melkzwam is een ectomycorrhizavormende schimmel waardoor de soort een belangrijke rol speelt bij de opname van nutriënten en water door bomen.De soort komt voor in gemengde bosgebieden en groeit onder andere nabij de beuk, berk en de hemlockspar. Wanneer er voldoende berkenaanbod is kan de soort ook in stedelijk gebied voorkomen.
De baardige melkzwam komt algemeen voor in Noord-Amerika. Daarnaast komt de soort voor in Noord-Azië, Europa en Noord-Afrika.